# دیپن‌هیم
دیپن‌هیم (به هلندی: Diepenheim) یک منطقهٔ مسکونی در هلند است که در هوف فان‌تونته واقع شده‌است.

## نگارخانه

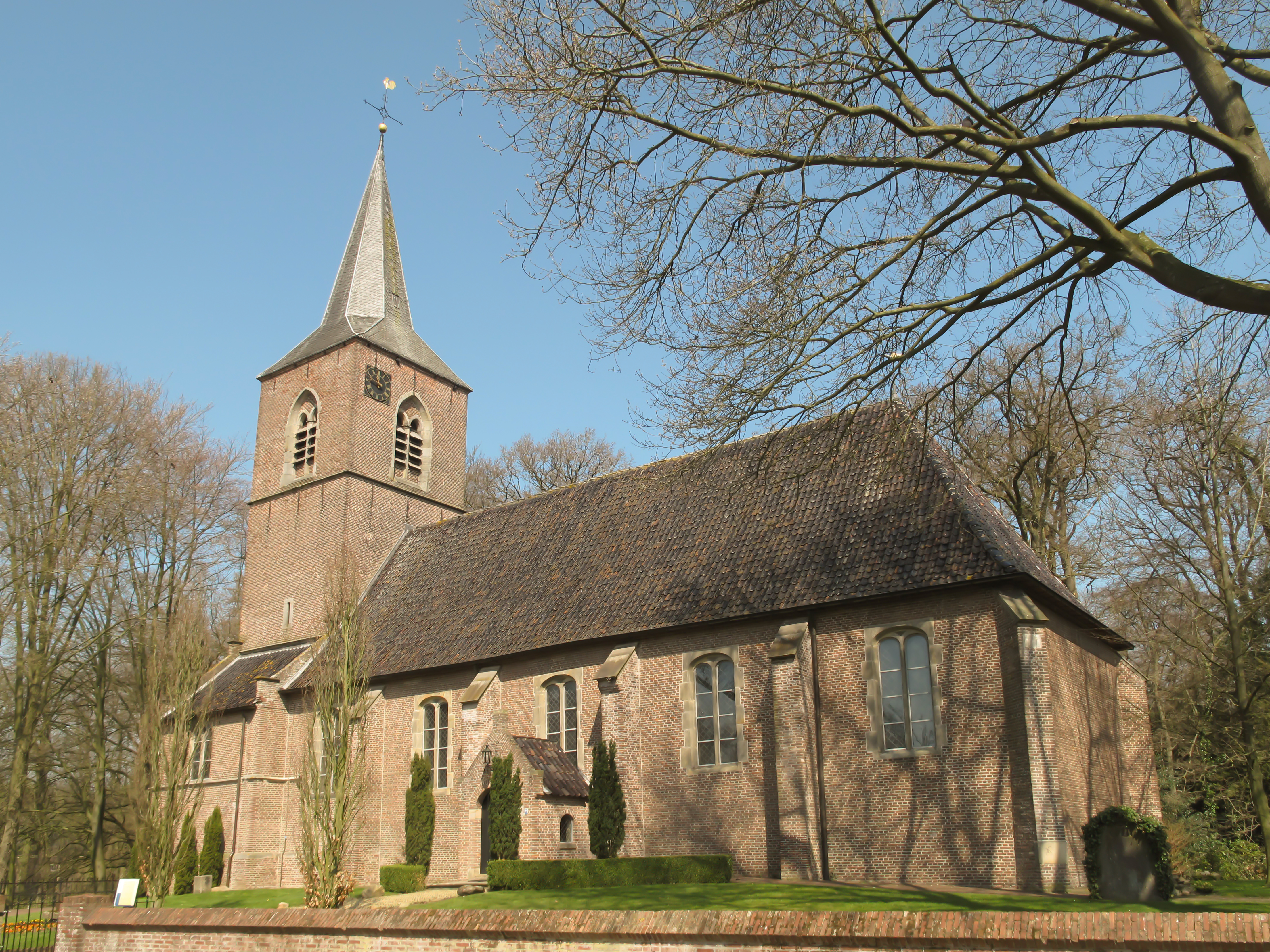
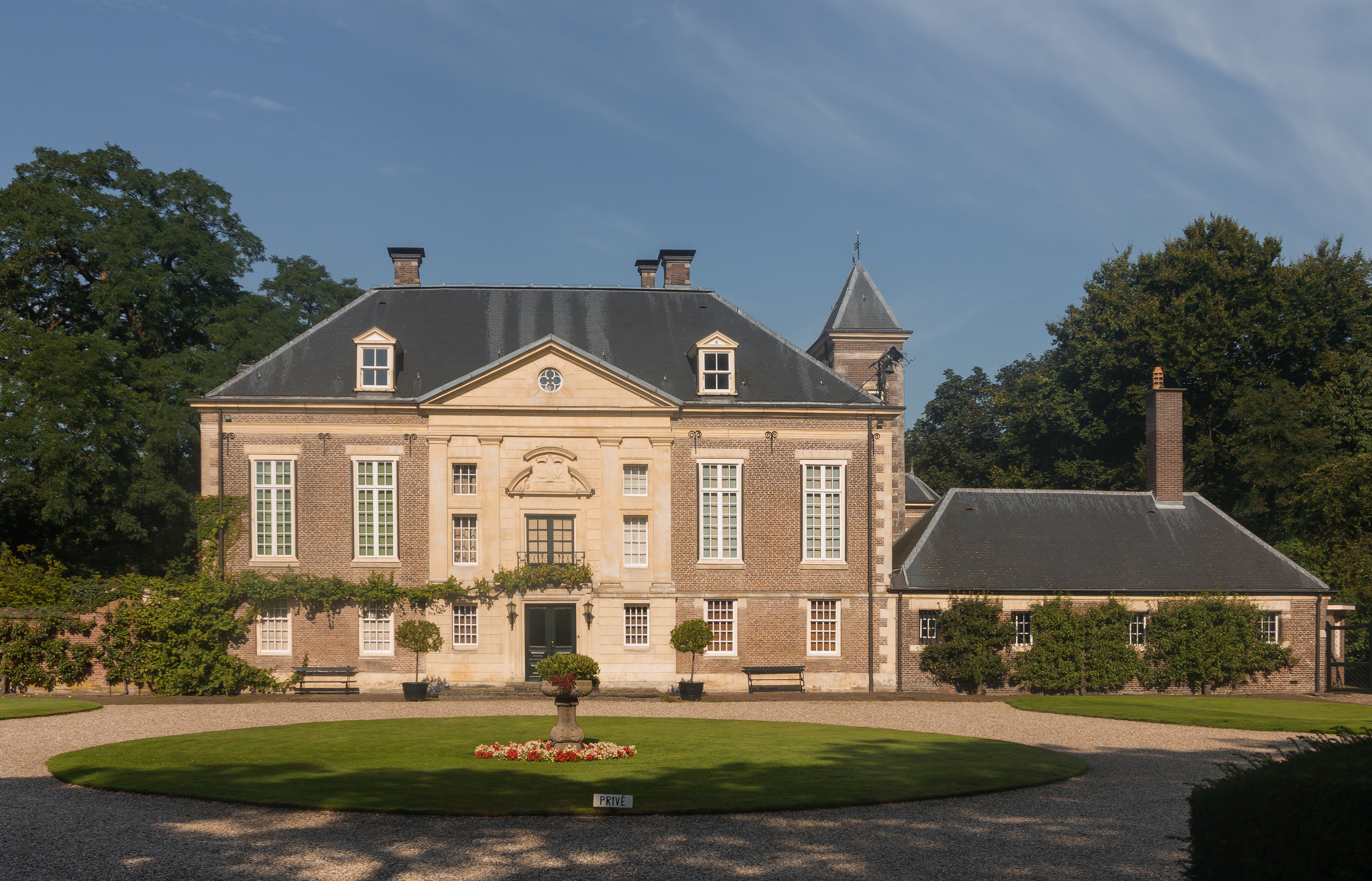
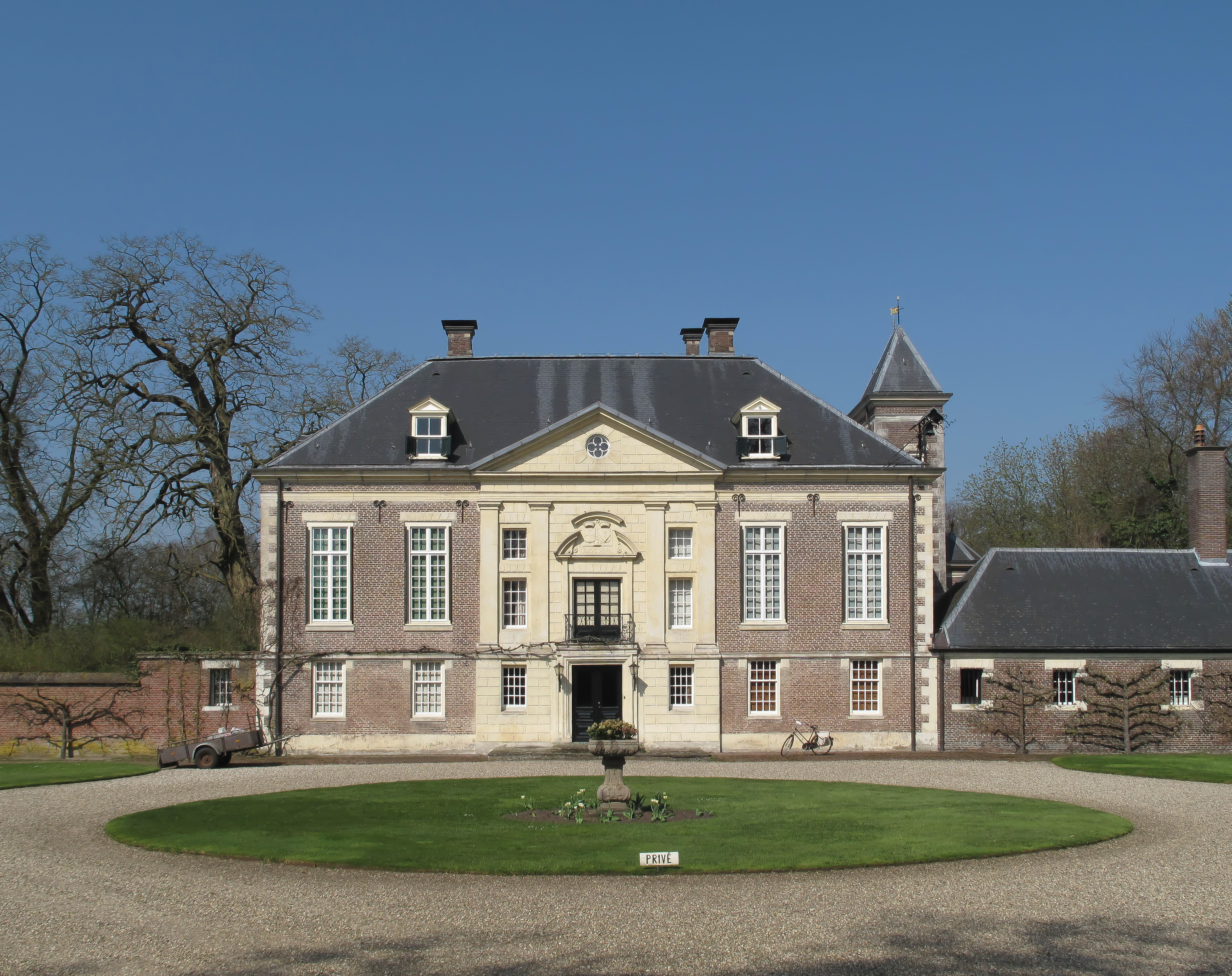